# Les Gens du marais
Pour plus de détails, voir Fiche technique et Distribution.
Les Gens du marais (Людзі на балоце, Lioudi na bolote) est un film soviétique réalisé par Viktor Tourov, sorti en 1981. 

## Fiche technique
- Titre original : Люди на болоте
- Titre français : Les Gens du marais[1]
- Réalisation : Viktor Tourov
- Scénario : Ivan Melej, Viktor Tourov
- Photographie : Dmitri Zaïtsev
- Musique : Oleg Yantchenko
- Pays d'origine : URSS
- Format : Couleurs - 35 mm - Mono
- Genre : drame
- Durée : 153 minutes (2 épisodes)
- Date de sortie : 1981

## Distribution
- Elena Borzova : Ganna Tchernouchka
- Youri Kazioutchits : Vasil Diatlik
- Guennadi Garbouk : Timokh Tchernouchka
- Olha Lyssenko
- Guelena Ivlieva : Tsilia
- Maria Zakharevitch : Anna
- Viktor Manaïev : Aliocha Goubaty
- Edouard Goriatchi : Khartchev
- Viktor Choulguine : Dometik
- Tatiana Markhel : Dometikha
- Youri Gorobets : Kortch
- Lilia Davidovitch : Glouchatchikha
- Boris Nevzorov : Yevkhim Glouchak
- Dmitri Kharatian : Stepan Glouchak
- Avgoustin Milovanov : Zoubritch
- Leonid Diatchkov : Akhrem Gribok
- Valentina Petratchkova : Adaria Gribkova
- Evgueni Ilovaïski : Apeïka
- Alexandre Moroz : Mikanor